# Artur Svensson
Artur Hjalmar Sölve Svensson  (ur. 16 stycznia 1901 w Finspång, zm. 20 stycznia 1984 tamże) – szwedzki lekkoatleta, specjalizujący się w biegu na 400 metrów.
W 1924 roku podczas igrzysk olimpijskich w Paryżu wywalczył srebrny medal w sztafecie 4 × 400 m (wspólnie z Erikiem Byléhnem, Gustafem Wejnarthem i Nilsem Engdahlem). Na tych samych igrzyskach startował również w biegu na 400 m, lecz odpadł w półfinale.

## Rekordy życiowe
- Bieg na 400 metrów – 49,1 (1924)